# Aleksiej Jańszynow
Aleksiej Iwanowicz Jańszynow (ros. Алексей Иванович Яньшинов; ur. 28 marca 1871 w Moskwie, zm. 4 lutego 1943 w Babuszkinie w obwodzie moskiewskim) – rosyjski skrzypek, kompozytor i pedagog, którego twórczość prawie zniknęła z praktyki współczesnych wykonawców, lecz pozostaje nadal znany głównie z dzieł o wartości pedagogicznej.

## Życiorys
Był uczniem Wasilija Wasiljewicza Bieziekirskiego.
Wykładał w muzycznych instytucjach edukacyjnych w Moskwie. Był autorem ćwiczeń, etiud i utworów na skrzypce, utworów – „Smyczek techniczny” (1930).

## Dziedzictwo
Jego twórczość do początku XXI w. niemal całkowicie zniknęła z praktyki współczesnych wykonawców. Jednak niektóre jego kompozycje (jak kawałek „Przęsło” op. 26 czy Concertino a-moll (w stylu rosyjskim) op. 35) na stałe wpisały się w repertuar edukacyjny w programie dziecięcych szkół muzycznych i dziecięcych szkół artystycznych, ze względu na wysokie walory edukacyjne, przy niezaprzeczalnych walorach artystycznych i w związku z tym nadal są wydawane.

## Utwory[5]
- Op.15 – 3 Morceaux
  - Sérénade
  - Devant son Image
  - La Folletta
- Op.16 – Caprice for Solo Violin
- Op.17 – Preludio
- Op.21 – 3 Caprices
- Op.24 – Danse espagnole
- Op.25 – 2 Caprices for Solo Violin
- Op.26 – Violin Pieces
  - Chant du Soir
  - Lettre d’Amour
  - La Fileuse (Spinning Wheel) [Прялка]
- Op.27 – Daily Violin Exercises
- Op.28 – Humoreske
- Op.35 – Concertino (in Russian Style)
- Op.38 – Variations on an Estonian Folk Song
- Op.39 – Variations on Paganini’s Caprice No. 24

## Dzieła pedagogiczne[6]
- 30 Easy Studies for Violin (1st position), book 1 (№ 1-15)
- 30 Easy Studies for Violin (1st position), book 2 (№ 16-30)
- 6 Intonation Studies
- Scales and Arpeggios
- Studies in Chords for Violin (1st position)